# K-4 (미사일)
K-4 미사일은 인도가 개발중인 SLBM이다. 인도 최초의 SSBN인 아리한트급 잠수함에 4발 탑재될 계획이다.

## 사거리
K-4의 유효사거리는 3,500 km 이상으로 알려져 있다. 미국 MGM-134 미지트맨 ICBM은 무게가 13.6톤이다. 270 kg인 W87 핵탄두를 탑재하고 사거리 11,000 km를 날아간다. 무게 17톤인 K-4는 2.5톤의 핵탄두를 탑재하고 사거리 3,500 km를 날아간다는데, 탄두중량이 줄면, 사거리가 늘어날 것이다.

## 테스트
원래는 2013년 9월로 계획되었으나, 알 수 없는 문제로 인해 일정이 연기되어, 2014년 3월 24일 최초로 시험발사했다.

## 같이 보기
- 사가리카 (미사일)